# Carson (North Dakota)
Carson is een plaats (city) in de Amerikaanse staat North Dakota, en valt bestuurlijk gezien onder Grant County.

## Demografie
Bij de volkstelling in 2000 werd het aantal inwoners vastgesteld op 319.
In 2006 is het aantal inwoners door het United States Census Bureau geschat op 276, een daling van 43 (-13,5%).

## Geografie
Volgens het United States Census Bureau beslaat de plaats een oppervlakte van
10,4 km², geheel bestaande uit land. Carson ligt op ongeveer 701 m boven zeeniveau.

## Plaatsen in de nabije omgeving
De onderstaande figuur toont nabijgelegen plaatsen in een straal van 36 km rond Carson.